# Foggia Calcio 1995-1996
Questa pagina raccoglie le informazioni riguardanti il Foggia Calcio nelle competizioni ufficiali della stagione 1995-1996.

## Stagione
Nella stagione 1995-1996 il Foggia disputa il campionato di Serie B, si piazza in dodicesima posizione raccogliendo 48 punti. Allenato dalla coppia formata da Beniamino Cancian e Delio Rossi, disputa un campionato alla ricerca di riuscire a mantenere la categoria, chiude il girone di andata al quart'ultimo posto con 22 punti. Anche il girone di ritorno non inizia sotto buoni auspici, a inizio marzo, dopo la sconfitta interna (1-3) con la Salernitana, con i satanelli penultimi con 26 punti, impegolati nella zona pericolosa, viene sostituita la coppia di tecnici con l'esperto Tarcisio Burgnich, il quale, nelle tredici partite che restano da disputare. riesce a dare una svolta al torneo del Foggia, ed a conquistare una posizione sicura di metà classifica, senza grossi patemi nel finale del torneo, nonostante il peggior attacco della categoria, con solo 31 reti realizzate nelle 38 partite di campionato. Anche in Coppa Italia il Foggia non brilla, subito fuori nel primo turno, eliminato dal Forlì.

## Rosa
| N. |                   | Ruolo | Calciatore            |
| -- | ----------------- | ----- | --------------------- |
| 17 | Italia (bandiera) | D     | Giuseppe Anastasi     |
| 16 | Italia (bandiera) | A     | Cristian Baglieri     |
| 5  | Italia (bandiera) | D     | David Bianchini       |
| 13 | Italia (bandiera) | D     | Paolo Bianco          |
| 7  | Italia (bandiera) | A     | Pierpaolo Bresciani   |
| 22 | Italia (bandiera) | P     | Alex Brunner          |
| 21 | Italia (bandiera) | D     | Giovanni Bucaro       |
| 23 | Italia (bandiera) | C     | Fabio Consagra        |
| 8  | Italia (bandiera) | C     | Pasquale De Vincenzo  |
| 6  | Italia (bandiera) | D     | Giuseppe Di Bari      |
|    | Italia (bandiera) | A     | Sergio Di Corcia      |
| 2  | Italia (bandiera) | D     | Donatello Gasparini   |
| 9  | Italia (bandiera) | D     | Massimiliano Giacobbo |
|    | Italia (bandiera) | D     | Gualtiero Grandini    |

| N. |                   | Ruolo | Calciatore            |
| -- | ----------------- | ----- | --------------------- |
| 10 | Russia (bandiera) | A     | Igor' Kolyvanov       |
| 1  | Italia (bandiera) | P     | Francesco Mancini     |
| 11 | Italia (bandiera) | A     | Paolo Mandelli        |
| 24 | Italia (bandiera) | A     | Massimo Marazzina     |
|    | Italia (bandiera) | C     | Enrico Melillo        |
| 20 | Italia (bandiera) | D     | Pier Luigi Nicoli     |
| 19 | Italia (bandiera) | D     | Joseph Dayo Oshadogan |
| 3  | Italia (bandiera) | D     | Aniello Parisi        |
|    | Italia (bandiera) | C     | Luigi Pazienza        |
|    | Italia (bandiera) | D     | Fortunato Sanò        |
| 14 | Italia (bandiera) | C     | Nicolò Sciacca        |
| 4  | Italia (bandiera) | C     | Giovanni Tedesco      |
|    | Italia (bandiera) | A     | Luciano Volturno      |
| 18 | Italia (bandiera) | C     | Andrea Zanchetta      |

## Risultati

### Campionato

#### Girone di andata
| Arbitro: | Bazzoli (Merano) |

|              |           |             |
| Baldieri 28’ | Marcatori | 48’ Di Bari |

| Arbitro: | Rossi (Ciampino) |

|                         |           |  |
| P. Bresciani 51’ (rig.) | Marcatori |  |

| Arbitro: | Ercolino (Ciampino) |

|                         |           |  |
| P. Bresciani 50’ (rig.) | Marcatori |  |

| Avellino 17 settembre 1995 4ª giornata | Avellino      | 0 – 0 | Foggia | Stadio Partenio\| Arbitro: \| Lana (Torino) \| |
| Arbitro:                               | Lana (Torino) |       |        |                                                |

| Foggia 24 settembre 1995 5ª giornata | Foggia             | 0 – 0 | Reggina | Stadio Pino Zaccheria\| Arbitro: \| Dagnello (Trieste) \| |
| Arbitro:                             | Dagnello (Trieste) |       |         |                                                           |

| Arbitro: | Collina (Viareggio) |

|                                      |           |  |
| Tudisco 16’ Ferrante 37’ Logarzo 71’ | Marcatori |  |

| Arbitro: | Bettin (Padova) |

|                         |           |                  |
| Passoni 15’ Massara 34’ | Marcatori | 55’ P. Bresciani |

| Foggia 15 ottobre 1995 8ª giornata | Foggia             | 0 – 0 | Chievo | Stadio Pino Zaccheria\| Arbitro: \| Stafoggia (Pesaro) \| |
| Arbitro:                           | Stafoggia (Pesaro) |       |        |                                                           |

| Arbitro: | Bonfrisco (Monza) |

|                                                 |           |                             |
| Palladini 16’ F. Giampaolo 21’ A. Carnevale 43’ | Marcatori | 2’ Consagra 6’ P. Bresciani |

| Arbitro: | Farina (Novi Ligure) |

|  |           |                                                      |
|  | Marcatori | 13’ Baronio 16’, 27’ Neri 37’ Adani 75’ E. Filippini |

| Foggia 5 novembre 1995 11ª giornata | Foggia                      | 0 – 0 | Bologna | Stadio Pino Zaccheria\| Arbitro: \| Cinciripini (Ascoli Piceno) \| |
| Arbitro:                            | Cinciripini (Ascoli Piceno) |       |         |                                                                    |

| Arbitro: | De Santis (Tivoli) |

|            |           |  |
| Barone 75’ | Marcatori |  |

| Arbitro: | Bonfrisco (Monza) |

|                                         |           |  |
| Cevoli 27’ (aut.) P. Bresciani 42’, 58’ | Marcatori |  |

| Palermo 3 dicembre 1995 14ª giornata | Palermo         | 0 – 0 | Foggia | Stadio La Favorita\| Arbitro: \| Boggi (Salerno) \| |
| Arbitro:                             | Boggi (Salerno) |       |        |                                                     |

| Arbitro: | Gronda (Genova) |

|                                                              |           |  |
| Notari 49’ (aut.) Marazzina 71’ P. Bresciani 83’ Sciacca 88’ | Marcatori |  |

| Arbitro: | Ercolino (Cassino) |

|                 |           |  |
| G. Bizzarri 79’ | Marcatori |  |

| Arbitro: | Bolognino (Milano) |

|                                |           |              |
| Kolyvanov 21’ Gio. Tedesco 77’ | Marcatori | 72’ Montella |

| Arbitro: | L. Branzoni (Pavia) |

|                                         |           |  |
| Marulla 10’ Bucaro 49’ (aut.) Tatti 83’ | Marcatori |  |

| Foggia 14 gennaio 1996 19ª giornata | Foggia          | 0 – 0 | Lucchese | Stadio Pino Zaccheria\| Arbitro: \| Gronda (Genova) \| |
| Arbitro:                            | Gronda (Genova) |       |          |                                                        |

#### Girone di ritorno
| Arbitro: | Tombolini (Ancona) |

|              |           |  |
| Mandelli 48’ | Marcatori |  |

| Arbitro: | De Prisco (Nocera Inferiore) |

|             |           |               |
| Cerbone 20’ | Marcatori | 26’ Marazzina |

| Arbitro: | Braschi (Prato) |

|                                |           |  |
| Artistico 21’, 52’ (rig.), 63’ | Marcatori |  |

| Arbitro: | Dagnello (Trieste) |

|  |           |           |
|  | Marcatori | 69’ Luiso |

| Arbitro: | Gronda (Genova) |

|            |           |  |
| Pasino 86’ | Marcatori |  |

| Arbitro: | Cardona (Milano) |

|                    |           |                                              |
| Sciacca 42’ (rig.) | Marcatori | 30’ (rig.), 87’ (rig.) Logarzo 44’ Ricchetti |

| Arbitro: | De Santis (Tivoli) |

|  |           |                 |
|  | Marcatori | 26’ Scaringella |

| Arbitro: | Rosica (Roma) |

|                                     |           |  |
| Melis 1’ Rinino 5’, 48’ Cossato 52’ | Marcatori |  |

| Arbitro: | L. Branzoni (Pavia) |

|                  |           |  |
| Gio. Tedesco 28’ | Marcatori |  |

| Arbitro: | Boggi (Salerno) |

|  |           |             |
|  | Marcatori | Sciacca 87’ |

| Arbitro: | Bolognino (Milano) |

|                            |           |  |
| D. Morello 23’ Scapolo 88’ | Marcatori |  |

| Arbitro: | Trentalange (Torino) |

|                    |           |            |
| Marazzina 47’, 75’ | Marcatori | 26’ Baroni |

| Arbitro: | De Prisco (Nocera Inferiore) |

|                                                       |           |               |
| Rizzolo 20’ Strada 24’ (rig.), 64’ Schenardi 36’, 57’ | Marcatori | 66’ Kolyvanov |

| Arbitro: | Borriello (Mantova) |

|               |           |  |
| Kolyvanov 90’ | Marcatori |  |

| Arbitro: | Treossi (Forlì) |

|                                 |           |                                 |
| Montrone 14’ Di Bari 43’ (aut.) | Marcatori | 23’ Kolyvanov 75’, 89’ Baglieri |

| Arbitro: | Messina (Bergamo) |

|                    |           |  |
| Sciacca 90’ (rig.) | Marcatori |  |

| Arbitro: | Rodomonti (Teramo) |

|           |           |                        |
| Nappi 67’ | Marcatori | 57’ (aut.) Delli Carri |

| Arbitro: | Bettin (Padova) |

|                    |           |  |
| Sciacca 22’ (rig.) | Marcatori |  |

| Arbitro: | Lana (Torino) |

|                                                   |           |              |
| Cardone 11’ Manzo 16’ Cozza 45’ Rastelli 48’, 51’ | Marcatori | 6’ Marazzina |

### Coppa Italia
| Arbitro: | Gronda (Genova) |

|             |           |  |
| Orlandi 31’ | Marcatori |  |